# Ride the Wild/It's a Hectic World
"Ride the Wild/It's a Hectic World" is een single en de eerste uitgave van de Amerikaanse punkband Descendents. In tegenstelling tot de harde en snelle punkrock die de band later zou spelen, neigt de muziekstijl de op single meer naar de new wave en surf.
De single werd opgenomen tijdens een periode waarin de band geen zanger kon vinden, dus werden de zangpartijen overgenomen door gitarist Frank Navetta en basgitarist Tony Lombardo. Descendents ging meer richting de hardcore punk toen Milo Aukerman in 1980 als zanger bij de band kwam spelen.

## Nummers
1. "Ride the Wild" - 2:30
2. "It's a Hectic World" - 1:52

## Band
- Frank Navetta - gitaar, zang (track 1)
- Tony Lombardo - basgitaar, zang (track 2)
- Bill Stevenson - drums